# Vladimir Dvalishvili
Vladimir "Lado" Dvalishvili (født 20. april 1986 i Tbilisi) er en fodboldspiller fra Georgien, der spiller for Dinamo Tbilisi i Georgiske Liga.

## Karriere
Han spillede en sæson for Odense Boldklub fra 2014, inden han i sommeren 2015 rejste til Pogoń efter at have fået opsagt sin kontrakt med OB en uge inden skiftet til polsk fodbold.